# Semsales
Semsales (toponimo francese) è un comune svizzero di 1 431 abitanti del Canton Friburgo, nel distretto della Veveyse.

## Storia
Nel Medioevo il paese era conosciuto con il nome di Septem Salis; Il 1º gennaio 1968 Semsales ha inglobato il comune soppresso di La Rougève.

## Monumenti e luoghi d'interesse

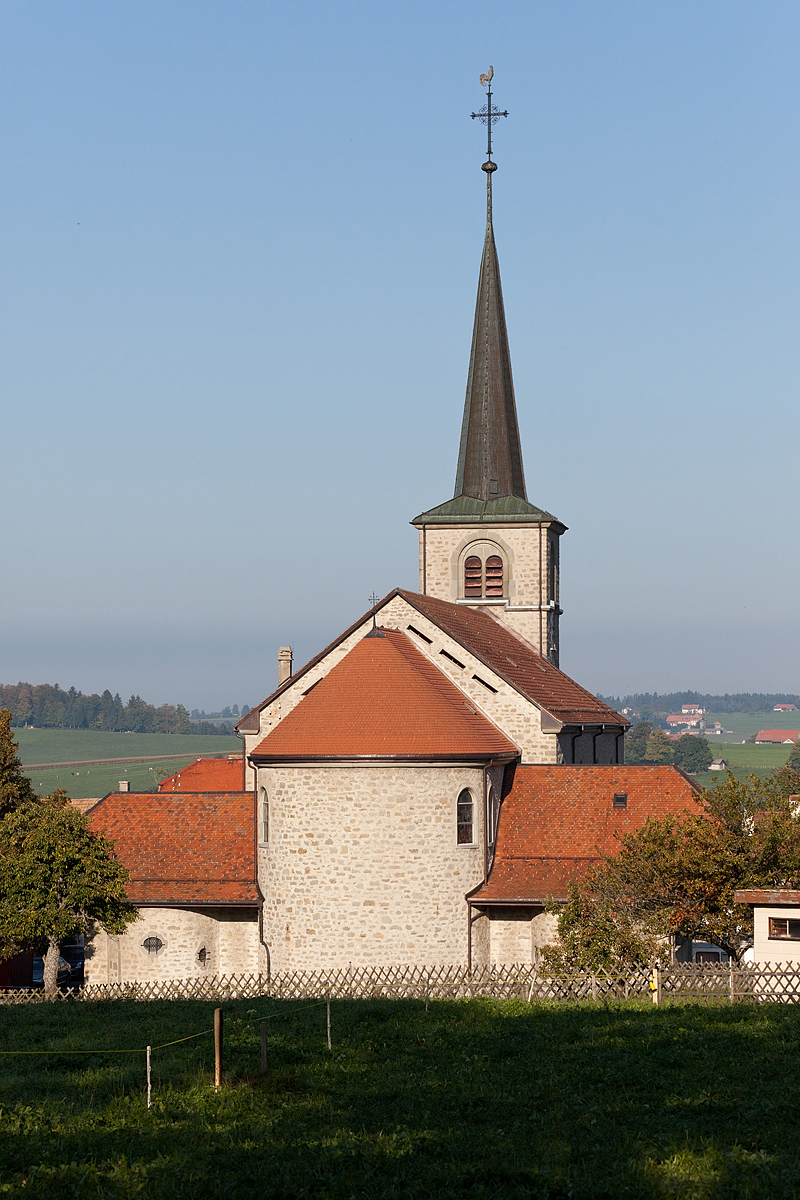
La chiesa cattolica di San Nicola

- Chiesa cattolica di San Nicola, eretta nel 1632-1636 e ricostruita nel 1926[1];
- Cappella cattolica di Nostra Signora in località Niremont, eretta nel 1869[1].

## Società

### Evoluzione demografica
L'evoluzione demografica è riportata nella seguente tabella:
Abitanti censiti

## Geografia antropica
Le frazioni di Semsales sono:
- La Rougève[3]
- Les Alpettes
- Niremont

## Infrastrutture e trasporti

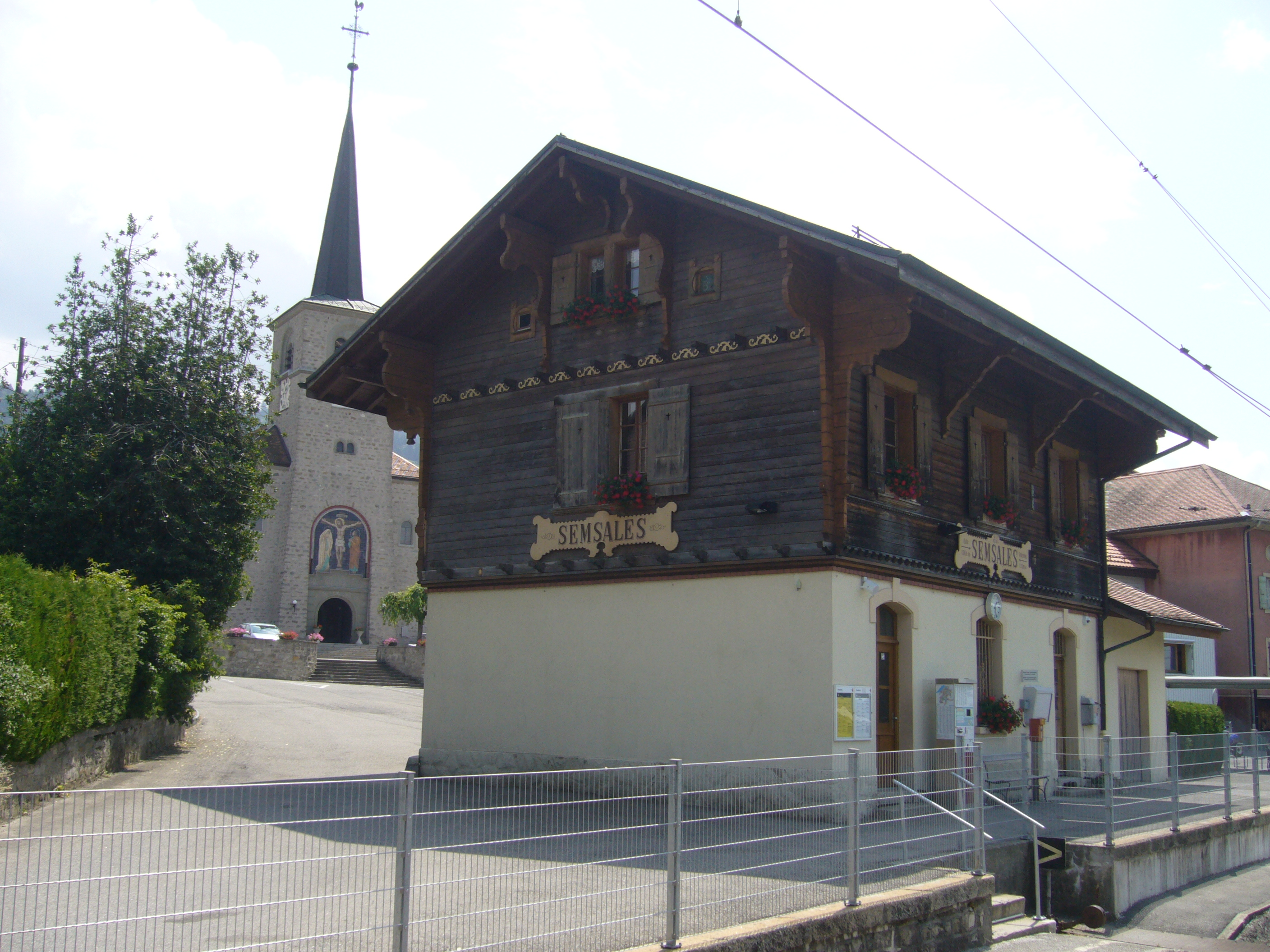
La stazione di Semsales

Semsales è servito dall'omonima stazione sulla ferrovia Palézieux-Bulle-Montbovon.

## Amministrazione
Ogni famiglia originaria del luogo fa parte del comune patriziale che ha la responsabilità della manutenzione di ogni bene comune.